# انريكو بريزيوسي
انريكو بريزيوسي (بالإيطالية: Enrico Preziosi)‏ رجل أعمال ايطالي ومالك نادي جنوى لكرة القدم.

## انظر ايضاً
- قائمة ملاك أندية كرة القدم الإيطالية